# Echiothrix centrosa
Echiothrix centrosa — один з пацюків (Rattini), ендемік Сулавесі (Індонезія).

## Середовище проживання
Зразки вказують на те, що цей вид поширений по всій північній частині півострова на захід від регіону Горонтало та в центрі Сулавесі, Індонезія. Він має діапазон висот від рівня моря до 985 м. Цей вид був зафіксований з низинних тропічних вічнозелених дощових лісів. Це великий пацюк, який харчується червами і, ймовірно, має спеціалізовану екологію. Він не був зафіксований із змінених місць існування.

## Загрози й охорона
Цьому виду загрожує втрата середовища проживання. Він був зафіксований у національному парку Лоре Лінду і, можливо, зустрічається в природному заповіднику Пануа